# Aimee Mayo
Aimee Mayo, född 28 september 1971 i Gadsden, Alabama, är en amerikansk låtskrivare, som är mest känd för att hon skrivit låtar till kända countryartister som Lonestar, Martina McBride, Sara Evans, Tim McGraw, Faith Hill och Kellie Pickler. Mayo äger sitt eget produktionsbolag, Little Blue Typewriter Music.
Aimee Mayo är dotter till låtskrivaren Danny Mayo (1950–1999) och syster till Cory Mayo (också låtskrivare).

## Diskografi
- Tim McGraw: “My Best Friend”, “Let’s Make Love”, “Drugs or Jesus”, “Things Change”,  “Seventeen” ,"Let it Go", "Smilin", "Let Me Love You",
- Faith Hill: “Red Umbrella”, “Let’s Make Love” , “You’re Still Here”, “There Will Come a Day”, "Beautiful" , "Me"
- Kenny Chesney: “Who You'd Be Today”, "California"
- Carrie Underwood: “Wheel of The World”
- Martina McBride: “This One's for the Girls” , “How I Feel"
- Lonestar: “Amazed” , "I Am A Man"
- Brad Paisley: "Oh Love"
- Sara Evans: “Backseat of a Greyhound Bus”, “Feels Just Like a Love Song”, “Three Chords and the Truth", "Pray For You" "Love You With All My Heart", "The Secrets That We Keep", "You Don't"
- Kellie Pickler: “I Wonder”, “Red High Heels”, "Don't You Know You're Beautiful", "Didn't You Know How Much I Loved You", "Going Out in Style", "One Last Time", "Somebody to Love Me", "My Angel", "Small Town Girl"
- Backstreet Boys: “Helpless When She Smiles”
- Jessica Simpson: "When I Loved You Like That"
- Mark Wills: “Places I’ve Never Been”, “Days of Thunder”, "I Just Close My Eyes" , "Panama City"
- Heidi Newfield: “Cry Cry (Til the Sun Shines)"
- Billy Currington: “Tangled Up”
- Caitlin & Will: "Address in the Stars", "Dark Horse"
- Deana Carter: "Liar", "Make Up Your Mind"
- Ashley Gearing: “Out the Window”
- Jessica Andrews:  “Karma”
- Joe Diffie: “It’s Always Somethin'”
- Carolyn Dawn Johnson: “Simple Life”
- Jimmy Wayne: “You Are” , "Are You Ever Gonna Love Me", "Trespassin' "
- Mila Mason: “Closer to Heaven”
- Rachel Proctor: “Where I Belong”
- Adam Lambert: "Sleepwalker"
- Joe Diffie: "It's Always Something"
- Jessica Andrews: "I Wish For You", "Karma", "Never Be Forgotten", "Now"
- Chris Cagle: "Are You Ever Gonna Love Me"
- Patrizio Buanne: "Let's Make Love"
- Trace Adkins: "Can I Want Your Love", "Words Get in the Way"
- Bonnie Tyler: "Amazed"
- Julie Roberts: "Men & Mascara"
- Jo Dee Messina: "Closer"
- Joe Nichols: "Let's Get Drunk and Fight"
- Rhett Akins: "More Than Everything"
- Carolyn Dawn Johnson: "Simple Life"
- Aaron Lines: "Let's Get Drunk and Fight"
- William Topley: "Nothing Like You"
- Chely Wright: "Unknown"
- The Kinleys: "Crazy Love"
- Mindy McCready: "Over and Over", "Take Me Apart", "Thunder and Roses"
- Mark Chesnutt: "Strangers", "I'll Get You Back"
- Crystal Shawanda: "I Need A Man"
- Pam Tillis: "Thunder and Roses"
- Carter's Chord: "Young Love"
- Lorrie Morgan: "Rocks"